# Sternstrom-Parallaxe
Als Sternstrom-Parallaxe wird eine Methode der astronomischen Entfernungsbestimmung bezeichnet. Dabei wird die Tatsache benutzt, dass sich in einem Sternstrom die einzelnen Sterne fast parallel durch den Raum bewegen. Lässt sich anhand der gemessenen Eigenbewegungen der gemeinsame Fluchtpunkt der Sterngruppe bestimmen, kann man ihre Entfernung aus den in den Spektren feststellbaren Radialgeschwindigkeiten errechnen. Dazu wird ein schmales Dreieck aus Richtung, Radialgeschwindigkeit und Sternentfernung rechnerisch aufgelöst.
Die erste Anwendung dieser Methode erfolgte um 1930 anhand des Sternhaufens der Hyaden im Stier. Die meisten seiner Einzelsterne haben fast parallele Bewegungsrichtungen im Raum, deren Fluchtpunkt im nördlichen Orion lokalisiert wurde.